# Eligmodontia moreni
Eligmodontia moreni är en däggdjursart som beskrevs av Thomas 1896. Eligmodontia moreni ingår i släktet bergsökenmöss, och familjen hamsterartade gnagare. Inga underarter finns listade i Catalogue of Life.

## Utseende
Jämförd med andra släktmedlemmar har arten en påfallande lång svans. Gnagaren är utan svans 69 till 89 mm lång, svanslängden är 95 till 125 mm, bakfötterna är 22 till 27 mm långa och öronens längd är 16 till 21,5 mm. Hos ungar är håren nära roten grå och de får hos vuxna djur en vit basis. Hårens spets är på ovansidan brun till rödbrun och på buken vitaktig. Gränsen mellan den mörka ovansidan och den ljusa undersidan bildas av en gul linje. Även svansen har en brun ovansida och en vitaktig undersidan. Den bär hår och har vid slutet en 5 mm lång tofs. Kännetecknande för huvudet är vita ställen vid munnen och bakom varje öra. Eligmodontia moreni är den enda arten i släktet med 52 kromosomer i den diploida kromosomuppsättningen. Öronen är större än hos andra släktmedlemmar.

## Utbredning och ekologi
Denna gnagare förekommer i nordvästra Argentina vid Andernas östra sluttningar. Arten vistas i öknar med glest fördelade buskar och når regioner upp till 1800 meter över havet. Typiska växter tillhör släktena Larrea och fetmållor samt familjen kaktusväxter. Fortplantningen sker i november/december samt mellan mars och maj.

## Hot
För beståndet är inga hot kända och hela populationen bedöms som stabil. IUCN kategoriserar arten globalt som livskraftig.